# Галайківська волость
Галайківська волость — історична адміністративно-територіальна одиниця Таращанського повіту Київської губернії з центром у селі Галайки.
Станом на 1886 рік складалася з 7 поселень, 7 сільських громад. Населення — 6761 особа (3301 чоловічої статі та 3460 — жіночої), 1177 дворове господарство.
Наприкінці 1880-х років волость було ліквідовано, більша частина поселень увійшла до складу Стрижавської волості, окрім сіл Брідок та Зрайки, що увійшли до складу Кашперівської волості.
|                     | Площа, десятин | У тому числі орної, дес. |
| ------------------- | -------------- | ------------------------ |
| Сільських громад    | 5759           | 3956                     |
| Приватної власності | 7153           | 3265                     |
| Іншої власності     | 14521          | 766                      |
| Загалом             | 18222          | 7987                     |

Поселення волості:
- Галайки — колишнє власницьке село при річці Молочна, 814 осіб, 174 двори, православна церква, школа, постоялий двір.
- Брідок — колишнє власницьке село при річці Молочна, 283 особи, 43 двори, постоялий будинок, водяний млин, сукновальня, винокурний завод.
- Зрайки — колишнє власницьке село при річці Роська, 1067 осіб, 205 дворів, православна церква, школа, постоялий будинок, 2 лавки, водяний млин.
- Лобачів — колишнє власницьке село при річці Молочна, 1123 особи, 252 двори, православна церква, школа, 2 постоялих будинки, 2 лавки, водяний млин.
- Софіпіль — колишнє власницьке село при річці Молочна, 513 осіб, 97 дворів, православна церква, постоялий будинок.
- Черепинка — колишнє власницьке село при річці Кістянка, 728 осіб, 135 дворів, православна церква, школа, постоялий будинок, 2 лавки, водяний млин, цегельний завод.
- Черепин — колишнє власницьке село при річці Семирічка, 1003 особи, 218 дворів, православна церква, школа, 3 постоялих будинки, 2 лавки, кісткопальний і бурякоцукровий завод.